# Мэн Гуаньлян
Мэн Гуаньля́н (кит. упр. 孟关良, пиньинь Mèng Guānliáng; 24 января 1977) — китайский гребец-каноист, выступал за сборную Китая в конце 1990-х и на всём протяжении 2000-х годов. Двукратный олимпийский чемпион, пятикратный чемпион Азии, трижды чемпион Азиатских игр, многократный победитель и призёр первенств национального значения.

## Биография
Мэн Гуаньлян родился 24 января 1977 года в уезде Хайнин, провинция Чжэцзян. Активно заниматься греблей начал в раннем детстве, выступал с восемнадцати лет, а в двадцать уже стал чемпионом Китая.
Первого серьёзного успеха на взрослом международном уровне добился в 1998 году, когда попал в основной состав китайской национальной сборной и побывал на Азиатских играх в Бангкоке, откуда привёз награды золотого и бронзового достоинства, выигранные в одиночках на дистанции 1000 метров и в двойках на дистанции 500 метров соответственно. Год спустя стал чемпионом Азии сразу в трёх дисциплинах каноэ, однако затем в его карьере наступил некоторый спад.
В 2002 году Мэн в очередной раз одержал победу на первенстве Азии и съездил на Азиатские игры в Пусан, где добыл золото в обеих своих дисциплинах: C-1 1000 и C-2 500. В следующем сезоне выступил на чемпионате мира в американском Гейнсвилле, на одноместном каноэ сумел подобраться близко к призовым позициям, на двухсотметровой дистанции финишировал в финале шестым, тогда как на полукилометровой был пятым. Благодаря череде удачных выступлений удостоился права защищать честь страны на летних Олимпийских играх 2004 года в Афинах, вместе с партнёром по команде Яном Вэньцзюнем обогнал на пятистах метрах всех соперников и завоевал тем самым золотую олимпийскую медаль — первую в истории Китая в гребле на байдарках и каноэ. Также принимал участие в километровой программе двоек, вышел в финал, но в решающем заезде показал последнее девятое время.
Спустя четыре года Мэн Гуаньлян вернулся в большой спорт и воссоединился с Яном Вэньцзюнем для участия в домашних Олимпийских играх в Пекине — они вновь были лучшими на пятистах метрах, в том числе обошли ближайших преследователей россиян Сергея Улегина и Александра Костоглода, несмотря на то что на финише их лодка опрокинулась. Таким образом, Мэн и Ян стали последними и предпоследними олимпийскими чемпионами в дисциплине C-2 500, поскольку впоследствии она была исключена из программы Олимпийских игр.
Мэн Гуаньлян вместе со своим партнёром был признан лучшим спортсменом года в Китае, однако вскоре после пекинской Олимпиады он принял решение окончательно завершить карьеру профессионального спортсмена, уступив место в сборной молодым китайским гребцам. Позже работал в сфере спортивного администрирования, был спортивным чиновником, в настоящее время занимает должность заместителя директора центра водных видов спорта провинции Чжэцзян. Женат, есть сын.